# Troll (Disque-monde)
Pour les articles homonymes, voir Troll.
Le troll est un personnage dans l'univers imaginaire du Disque-monde de l'auteur Terry Pratchett.

## Présentation

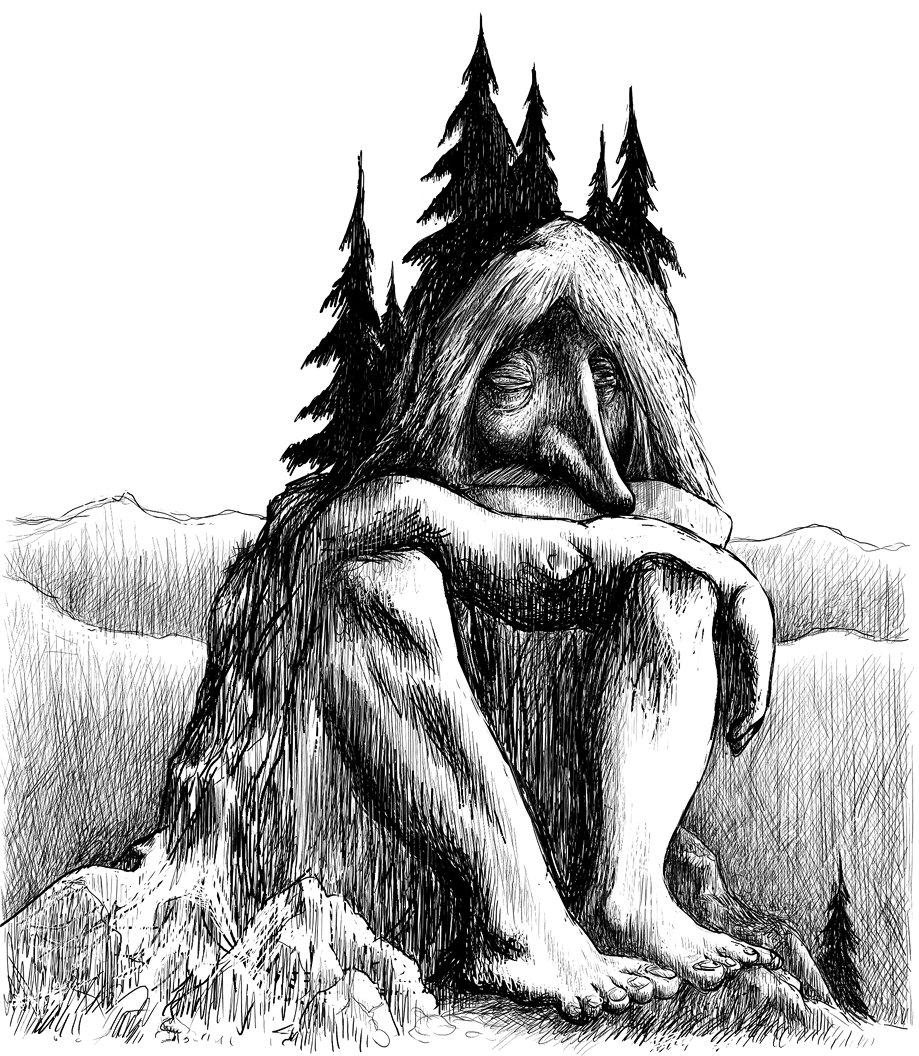
Un troll devenant une montagne

Dans le Disque-monde (Discworld) de l'écrivain britannique Terry Pratchett, les trolls sont des créatures siliceuses. Les autres peuples du disque les considèrent comme des créatures stupides ce qui est en partie faux : les trolls possèdent un cerveau supraconducteur qui ne fonctionne efficacement que pour les basses températures. Les trolls stupides des villes étaient sans doute autrefois de brillants esprits lorsqu'ils vivaient dans leurs montagnes.
On entend aussi dire que les trolls sont violents et dangereux et qu'ils n'hésitent pas à dévorer les humains. C'est également faux, mais bien que leur métabolisme et leur estomac soit incapable d'extraire une quelconque valeur nutritive d'organismes vivants basée sur la chimie du carbone, il est toujours possible de trouver des trolls capables d'essayer. D'ailleurs il existe toujours un jeu troll assez similaire au football mais qui consiste à frapper tous dans une tête humaine jusqu'à ce qu'elle éclate.
Il existe une très forte animosité entre trolls et nains. Celle-ci est autant culturelle que génétique. Il se trouve que les nains sont des formes de vie dont le seul but semble être de creuser la roche à la recherche de pierres et métaux précieux, et que les trolls sont par ailleurs des formes de vie rocheuses remplies de pierres précieuses (les dents de trolls sont en diamant) qui n'hésitent pas à démembrer violemment tout individu qui ose leur donner un coup de pioche dans le pied.
Les gargouilles sont une espèce de trolls urbains qui vivent en symbiose avec les gouttières, canalisant l'eau par leurs oreilles et la rejetant par la bouche, qu'elles ne peuvent pas fermer (ce qui gêne significativement leur élocution). Elles se déplacent très lentement.
Téthis est un troll marin originaire du monde de Bathys. Il est essentiellement composé d'eau. Il apparaît dans La Huitième Couleur.
Culturellement, deux choses sont importantes à souligner :
- Les trolls considèrent que l'on se déplace à reculons dans le temps : le passé est connu et visible donc il se trouve devant eux alors que le futur est inconnu et invisible donc derrière eux.
- Naturellement nus, les trolls considèrent que le summum de l'érotisme consiste à porter des vêtements. Cependant certaines femmes trolls essayent de faire pousser du lichen sur leur tête dans Les Zinzins d'Olive-Oued.